# Basem Abdel Aziz
Basem Abdel Aziz (tiếng Ả Rập: باسم عبد العزيز) là một cầu thủ bóng đá người Ai Cập hiện tại thi đấu cho Al-Makasa